# Jákobův žebřík

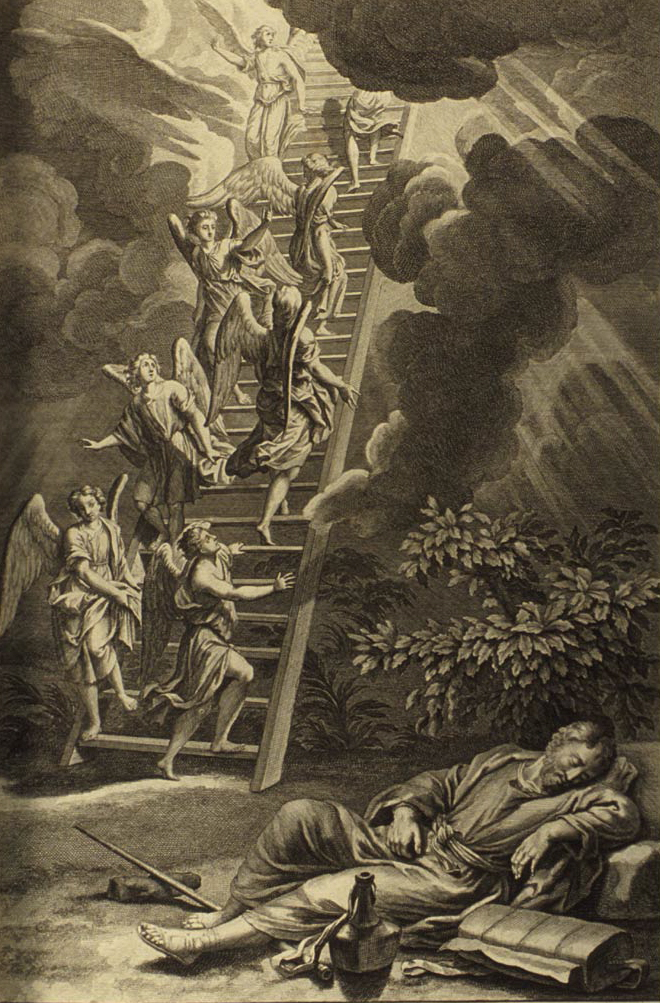
Zachycení výjevu na obrazu Gerarda Hoeta (1728)

Jákobův žebřík je slovní spojení odkazující na příběh popsaný v Bibli, ve Starém zákoně. V její první knize – Genesis (zvané též První kniha Mojžíšova) – jsou ve 28. kapitole ve verších 12. až 19. popsány události, které se Jákobovi, druhorozenému Izákovu synu, přihodily poté, co byl nucen prchnout z otcova domu před hněvem svého bratra, jemuž sebral prvorozenství.

## Příběh
Jákob byl na cestě z Beer-šeby a mířil do Cháranu. Na cestě ho zastihla noc a tak se rozhodl přenocovat. V místě, kde právě byl, našel příhodný kámen, ulehl a nalezený kámen si dal pod hlavu. Zdál se mu sen, v němž viděl žebřík, který ze země dosahoval až k nebi, a po něm vystupovali a sestupovali Boží poslové (andělé). Nad žebříkem stál Hospodin, který Jákobovi říkal: „Já jsem Hospodin, Bůh tvého otce Abrahama a Bůh Izákův. Zemi, na níž ležíš, dám tobě a tvému potomstvu. Tvého potomstva bude jako prachu země. Rozmůžeš se na západ i na východ, na sever i na jih. V tobě a ve tvém potomku dojdou požehnání všechny čeledi země. Hle, já jsem s tebou. Budu tě střežit všude, kam půjdeš, a zase tě přivedu do této země. Nikdy tě neopustím, ale učiním, co jsem ti slíbil.“ Po tomto Božím zaslíbení se Jákob probudil a zvolal: „Jistě je na tomto místě Hospodin, a já jsem to nevěděl! Jakou bázeň vzbuzuje toto místo! Není to nic jiného než dům Boží, je to brána nebeská.“ Brzy ráno pak vstal a kámen, jímž si podpíral hlavu, vzpřímeně usadil do země a svrchu jej polil olejem. To místo nazval Bét-el, tedy Dům Boží.

## Ohlas
Na Jákobův žebřík odkazuje zvolená podoba památníku Brána nenávratna upomínající na transporty Židů z nádraží Praha-Bubny do koncentračních táborů za druhé světové války. Od Svatého ducha roku 1997 nese pojmenování „Kostel U Jákobova žebříku“ také sakrální stavba Českobratrské církve evangelické v pražských Kobylisích.
V roce 2021 vyšla na albu Tinitus od pražské hudební skupiny Původní Bureš píseň „Jákobův žebřík“